# Liebe auf den ersten Blick (1991)
Liebe auf den ersten Blick ist ein deutscher Film aus dem 1991. Regie führte Rudolf Thome.

## Inhalt
Elsa Süßeisen lernt den Archäologen Zenon in Berlin auf einem Spielplatz kennen. Elsa hat eine Tochter, Sophie, und der verwitwete Zenon hat zwei Kinder, nämlich Joya und Nicolai. Zenon besucht Elsa und erfährt, dass sie als Futurologin arbeitet. Zenon hingegen ist momentan arbeitslos, aber er hat in ein paar Monaten eine Stelle in Potsdam in Aussicht, auf die er sich beworben hat. Da Elsa an Zenon interessiert ist, gibt sie ihm ihre Kontaktdaten.
Als er wieder nach Hause zurückkehrt, trifft Zenon Sabine, die für ihn die Kinderbetreuung übernommen hat. Ihre Annäherungsversuche wimmelt er ab.
Für einen Theaterbesuch kauft sich Elsa ein schwarzes Kleid, verlässt aber das Theater kurz vor Vorstellungsbeginn, fährt zu Zenon und erklärt ihm, dass sie sich in ihn verliebt hat. Obwohl Zenon anfangs noch zurückhaltend auf Elsa reagiert, kommt es später zum  Geschlechtsverkehr und auch zu einem gemeinsamen Schwimmbadbesuch mit den Kindern.
Elsa gesteht ihrem Vater, der zunächst skeptisch ist, ihre Liebe und bittet ihm um Geld für eine Wohnung. Von dem Geld kauft sie ein Wohnmobil, in dem sie mit Zenon und den Kindern an die Ostsee fährt. Während eines Strandspaziergangs überrascht Zenon Elsa mit den Verlobungsringen. Nach Berlin zurückgekehrt, beschließen sie zu heiraten.

## Kritik
„Das knapp angedeutete Ausgangs- und Leitmotiv der Wiedervereinigung nutzt Rudolf Thome zu einer behutsamen, teils komödiantisch entwickelten "Versuchsanordnung" voller Alltagspoesie. Eine ebenso unspektakuläre wie rigorose Auseinandersetzung mit der Liebe als der entscheidenden Grundlage für privates und politisches Handeln und sinnvolle Selbstverwirklichung.- Sehenswert.“